# 华尔峡湾乡
华尔峡湾乡是冰岛西部区的市镇。市镇面积为481平方公里，人口数量为765人（2023年）。
该市镇的名字来源于位于南边的华尔峡湾。市镇成立于2006年6月1日，由原四个市镇合并而成。